# Königs-Gespenstfrosch
Der Königs-Gespenstfrosch (Heleophryne regis) ist eine Froschlurchart aus der Familie der Gespenstfrösche. Er kommt im Westkap und im Ostkap in Südafrika vor.

## Merkmale
Der Königs-Gespenstfrosch erreicht eine Größe von 35 bis 45 mm. Die Oberseite ist bräunlich mit gelblichen Flecken. Ein dunkler horizontaler Streifen verläuft durch das Auge. Der Bauch ist durch eine weiße, körnige Haut charakterisiert. Bei den Gliedmaßen ist die Oberseite ungezeichnet oder leicht gezeichnet, die Unterseite ist fleischfarben. Der Ruf ist ein rauer, knarzender Ton, der in Abständen von einer Sekunde wiederholt wird.

## Vorkommen
Die Art bewohnt die Küstengebirgsketten der westlichen und östlichen Kapprovinzen. Das Verbreitungsgebiet erstreckt sich von den Flüssen Huis und Pederberg in den Outeniqua Mountains im Westen, ostwärts entlang der Tsitsikamma- und Kareedouw-Gebirgsketten bis zum Krom River Forest Reserve im Osten.

## Lebensraum und Lebensweise
Der bevorzugte Lebensraum sind Fynbos-Heideland und Wälder in Höhenlagen von 230 bis 790 m. Der Königs-Gespenstfrosch laicht in schnellfließenden Bergbächen. Die Kaulquappen brauchen zwei Jahre für ihre Entwicklung.

## Gefährdung
Der Königs-Gespenstfrosch wird von der IUCN als nicht gefährdet (least concern) eingestuft. Angaben zu seiner Population liegen nicht vor, aber der Bestand wird als stabil und örtlich häufig beschrieben. Der Großteil seines Lebensraumes ist geschützt, aber es kommt gelegentlich zu Aufforstungen. Andere Gefährdungen gehen von der Versandung der Bäche und möglicherweise von zu häufigen Bränden aus.